# Sanandaj
Sanandaj (سنندج, (Perzisch) of Senna (سنه, Koerdisch) is de hoofdstad van de provincie Kordestan in Iran. De bevolking bedraagt 374.000 inwoners (2011). De stad ligt zo'n 500 kilometer ten westen van Teheran op een hoogte van 1480 meter boven zeeniveau.
In Sanandaj wonen voornamelijk Koerden, maar ook Armeniërs, Assyriërs en een kleine Joodse gemeenschap.